# 馬丁內斯湖 (亞利桑那州)
馬丁內斯湖（英語：Martinez Lake）是位於美國亞利桑那州尤馬縣的一個人口普查指定地區。根據2010年美國人口普查，該地人口為798人，而該地的面積約為24.64平方千米。

## 地理
馬丁內斯湖的座標為32°59′11″N 114°27′57″W / 32.98639°N 114.46583°W，而該地最高點為海拔高度59米（即194英尺）。